# Anemometer Hill
Anemometer Hill är en kulle i Antarktis. Den ligger i Västantarktis. Argentina, Chile och Storbritannien gör anspråk på området. Toppen på Anemometer Hill är 25 meter över havet.
Terrängen runt Anemometer Hill är kuperad. Havet är nära Anemometer Hill åt sydväst. Trakten är glest befolkad. Närmaste befolkade plats är San Martín, 7,8 kilometer nordväst om Anemometer Hill. 